# Палмајра (Њујорк)
Палмајра (енгл. Palmyra) град је у америчкој савезној држави Њујорк.

## Демографија
По попису из 2010. године број становника је 3.536, што је 46 (1,3%) становника више него 2000. године.
| Група             | 2000.         | 2010.         |
| Белци             | 3.377 (96,8%) | 3.389 (95,8%) |
| Афроамериканци    | 17 (0,5%)     | 33 (0,9%)     |
| Азијати           | 16 (0,5%)     | 15 (0,4%)     |
| Хиспаноамериканци | 22 (0,6%)     | 40 (1,1%)     |
| Укупно            | 3.490         | 3.536         |